# Xylopia benthamii
Xylopia benthamii R.E.Fr. – gatunek rośliny z rodziny flaszowcowatych (Annonaceae Juss.). Występuje naturalnie w Kolumbii, Wenezueli, Gujanie, Surinamie, Gujanie Francuskiej, Peru, Boliwii oraz Brazylii (w stanach Acre, Amazonas, Pará, Rondônia i Mato Grosso). 

## Morfologia
PokrójZimozielone drzewo dorastające do 25 m wysokości. Gałęzie są owłosione.
LiścieMają podłużnie lancetowaty kształt. Mierzą 8–11 cm długości oraz 2,5–3 szerokości.
KwiatySą zebrane w pęczkach. Kielich ma kształt kubka. Dorasta do 5 mm długości i 8 mm średnicy. Płatki zewnętrzne są lancetowate i dorastają do 2,8–4 cm długości.
OwoceMają romboidalny kształt.

## Biologia i ekologia
Rośnie w wiecznie zielonych lasach. Występuje na terenach nizinnych.